# Ingramsdorf
Ingramsdorf ist ein Ortsteil der Gemeinde Löbichau im Landkreis Altenburger Land in Thüringen.

## Lage
Der Ort liegt im Tal der Großensteiner Sprotte und besteht aus einer Gruppe von fünf Vierseithöfen und weiteren Einzelhäusern. Der Weiler befindet sich etwa einen Kilometer nordöstlich von Löbichau und etwa 12 Kilometer (Luftlinie) südwestlich der Kreisstadt Altenburg. Ingramsdorf liegt im Ronneburger Acker- und Bergbaugebiet. Unmittelbar südlich grenzt der Ort an das ehemalige Bergwerk der Wismut AG der Lagerstätte Drosen (u. a. Schacht 403). Dieser bereits 1991 stillgelegte Betrieb mit Fördertürmen und Halden prägt noch immer die Landschaft und das Leben der Bewohner der Ortsteile von Löbichau. Die Bundesstraße 7 führt vier Kilometer südlich vorbei und wird über die Kreisstraße K 530 erreicht. Die geographische Höhe des Ortes beträgt 250 m ü. NN.

## Geschichte
Im Jahre 1336 wurde der Ort erstmals urkundlich genannt. 1445 gab es fünf besetzte Hofstellen und 1583 waren acht besetzt. Im Dörfchen wohnten damals 60 Personen. 1836 brannte das Gut ab.
Ingramsdorf gehörte zum wettinischen Amt Altenburg, welches ab dem 16. Jahrhundert aufgrund mehrerer Teilungen im Lauf seines Bestehens unter der Hoheit folgender Ernestinischer Herzogtümer stand: Herzogtum Sachsen (1554 bis 1572), Herzogtum Sachsen-Weimar (1572 bis 1603), Herzogtum Sachsen-Altenburg (1603 bis 1672), Herzogtum Sachsen-Gotha-Altenburg (1672 bis 1826). Bei der Neuordnung der Ernestinischen Herzogtümer im Jahr 1826 kam der Ort wiederum zum Herzogtum Sachsen-Altenburg.
Nach der Verwaltungsreform im Herzogtum gehörte Ingramsdorf bezüglich der Verwaltung zum Ostkreis (bis 1900) bzw. zum Landratsamt Ronneburg (ab 1900). Das Dorf gehörte ab 1918 zum Freistaat Sachsen-Altenburg, der 1920 im Land Thüringen aufging. 1922 kam es zum Landkreis Gera.
Am 1. April 1937 wurde Ingramsdorf nach Drosen eingemeindet, welches wiederum seit dem 1. Oktober 1961 zu Löbichau gehört. Bei der zweiten Kreisreform in der DDR wurden 1952 die bestehenden Länder aufgelöst und die Landkreise neu zugeschnitten. Somit kam Ingramsdorf als Ortsteil der Gemeinde Drosen bzw. Löbichau mit dem Kreis Schmölln an den Bezirk Leipzig, der seit 1990 als Landkreis Schmölln zu Thüringen gehörte und bei der thüringischen Kreisreform 1994 im Landkreis Altenburger Land aufging.
Seit 1974 wurde in der "Lagerstätte Drosen" in mehreren Schächten durch die SDAG Wismut Uranerz abgebaut. Zeuge ist bis heute das Fördergerüst des im Juni 1976 abgeteuften Schachts 403 südlich von Ingramsdorf. Seit 1982 wurde dort Uranerz abgebaut. Für den Abtransport war zwischen 1984 und 1994 der "Güterbahnhof Drosen" der Bahnstrecke Beerwalde–Drosen westlich von Ingramsdorf in Betrieb, welcher von der Wismut-Werkbahn bedient wurde. Bis 1991 verkehrten hier auch Schichtarbeiterzüge von Gera Hauptbahnhof über Beerwalde bis zum Güterbahnhof Drosen, wo sich die "Erzverladung Drosen" befand. Nach der Stilllegung des Uranbergbaus im Jahr 1991 erfolgte die Sanierung des Areals. Dabei verschwand die Halde Drosen durch Umlagerung des Materials auf die Halde Beerwalde.